# Comuna Războieni, Neamț
Războieni (în trecut, Uscați) este o comună în județul Neamț, Moldova, România, formată din satele Borșeni, Războienii de Jos (reședința), Războieni, Valea Albă și Valea Mare.

## Așezare
Comuna se află în zona central-estică a județului, pe malurile râului Valea Albă. Este străbătută de șoseaua județeană DJ208G, care o leagă spre sud de Dragomirești, Ștefan cel Mare și Girov (unde se termină în DN15D) și spre est de Tupilați.

## Demografie
Componența etnică a comunei Războieni
     Români (90,79%)
     Romi (1,01%)
     Alte etnii (8,2%)
Componența confesională a comunei Războieni
     Ortodocși (86,22%)
     Creștini de rit vechi (2,34%)
     Alte religii (2,55%)
     Necunoscută (8,89%)
Conform recensământului efectuat în 2021, populația comunei Războieni se ridică la 1.879 de locuitori, în scădere față de recensământul anterior din 2011, când fuseseră înregistrați 2.272 de locuitori. Majoritatea locuitorilor sunt români (90,79%), cu o minoritate de romi (1,01%). Din punct de vedere confesional, majoritatea locuitorilor sunt ortodocși (86,22%), cu minorități de creștini de rit vechi (2,34%) și altele (2,13%), iar pentru 8,89% nu se cunoaște apartenența confesională.

## Politică și administrație
Comuna Războieni este administrată de un primar și un consiliu local compus din 11 consilieri. Primarul, Sebastian-Bogdan Țarălungă[*], de la Partidul Social Democrat, este în funcție din 2008. Începând cu alegerile locale din 2024, consiliul local are următoarea componență pe partide politice:
|  | Partid                          | Consilieri | Componența Consiliului | Componența Consiliului | Componența Consiliului | Componența Consiliului | Componența Consiliului |
|  | ------------------------------- | ---------- | ---------------------- | ---------------------- | ---------------------- | ---------------------- | ---------------------- |
|  | Partidul Social Democrat        | 5          |                        |                        |                        |                        |                        |
|  | Partidul Național Liberal       | 3          |                        |                        |                        |                        |                        |
|  | Uniunea Salvați România         | 2          |                        |                        |                        |                        |                        |
|  | Alianța pentru Unirea Românilor | 1          |                        |                        |                        |                        |                        |

## Istorie
Aici, pe 26 iulie 1476, a avut loc o importantă luptă între o mică oaste moldovenească sub comanda lui Ștefan cel Mare și armata otomană, condusă de însuși sultanul Mahomed al II-lea. Lupta este cunoscută astăzi ca „bătălia de la Valea Albă” și ea s-a soldat cu înfrângerea moldovenilor. La 20 de ani de la bătălie, Ștefan cel Mare a înălțat aici o biserică.
La sfârșitul secolului al XIX-lea, comuna purta denumirea de Uscați, făcea parte din plasa de Sus-Mijlocul a județului Neamț și avea în compunere satele Uscați, Războieni, Borșeni, Marginea, Poienile și Totoești, cu 2261 de locuitori. În comună existau șase biserici și o școală. Anuarul Socec din 1925 o consemnează cu denumirea actuală de Războieni, ca reședință a plășii Războieni din același județ, și având 3580 de locuitori în satele Borșeni, Marginea, Parte din Uscați, Poieni, Războieni, Tăietura, Tâmpești, Totoești, Uscați și Drămești. În 1931, satele componente se reduseseră la Borșeni-Tăietura, Poieni, Războieni, Tâmpești, Totoești și Uscați.
În 1950, comuna a trecut în administrarea raionului Târgu Neamț din regiunea Bacău. Satele Tâmpești și Uscați au luat în 1964 numele de Valea Mare, respectiv Războienii de Jos. În 1968, ea a revenit la județul Neamț, reînființat; tot atunci, au fost desființate satele Drămești (comasat cu Războienii de Jos), Marginea (comasat cu Războieni) și Poieni (comasat cu Valea Albă), iar satul Totoiești a trecut la comuna Tupilați.

## Monumente istorice

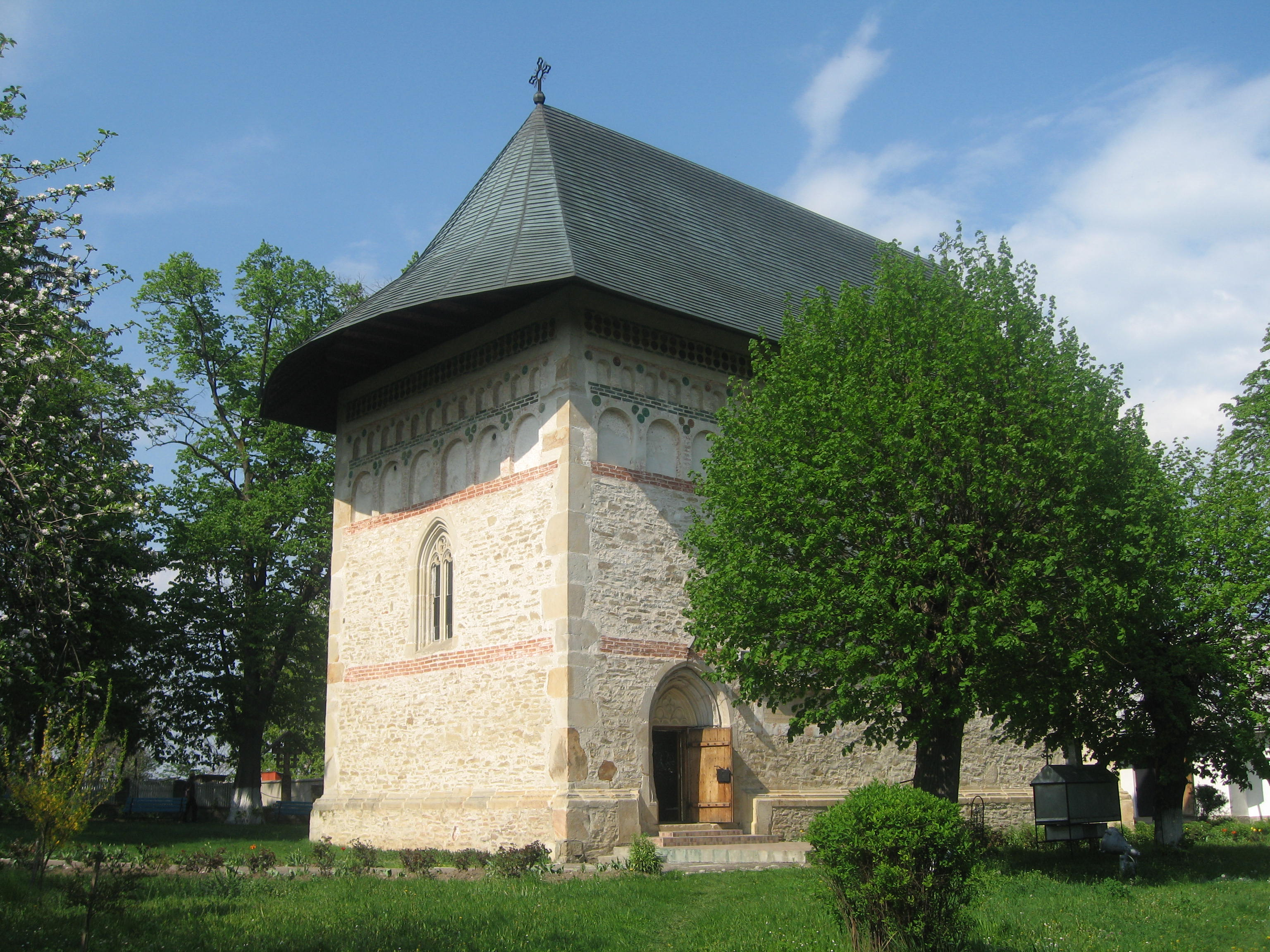
Mănăstirea Războieni, monument istoric de interes național

În comuna Războieni se află mănăstirea Războieni, ansamblu-monument istoric de arhitectură de interes național, datând din secolul al XV-lea. Ansamblul cuprinde biserica „Sfinții Voievozi” (1496), turnul-clopotniță (1862), stăreția (secolul al XX-lea) și casele monahale (secolele al XIX-lea–al XX-lea).